# Bethel Music
Bethel Music é um grupo americano de louvor & adoração de Redding, Califórnia, que começou em 2001 na Bethel Church. O grupo se concentra em produzir canções de adoração e álbuns que são em grande parte escritos e gravados pelos próprios membros do Coletivo de Artistas.

## História
De 2009 a 2013, a Bethel Music cresceu rapidamente de ser um ministério de música eclesiástica local relativamente pequeno para se tornar uma editora e gravadora de pleno direito, apresentando compositores e líderes de louvor da própria Bethel Church em Redding, Califórnia.[carece de fontes?]
Em janeiro de 2015, a Bethel Music lançou seu Coletivo de Artistas, expandindo seu grupo de artistas locais para incluir os norte-carolinianos Josh Baldwin e Jonathan e Melissa Helser. Mais tarde naquele mesmo ano, em maio, eles incluíram Cory Asbury, que era anteriormente da Casa Internacional de Oração de Kansas City. Em setembro de 2015, foi anunciado que Leeland também integraria no Coletivo. Em 2 de novembro de 2016, Bethel Music emitiu um comunicado de imprensa anunciando que eles e o membro de longa data William Matthews haviam concordado que William deixaria de fazer parte de Coletivo de Música de Bethel. Apenas alguns dias depois, foi anunciado que Sean Feucht se juntaria oficialmente ao Coletivo de Artistas da Bethel Church.

### You Make Me Brave
You Make Me Brave foi gravado ao vivo no Auditório Cívico de Redding durante a conferência de mulheres da Bethel Church, durante o verão de 2013. De acordo com The Church Collective, é "clássico Bethel", com 3 das 12 faixas gravadas durante momentos espontâneos de adoração. Seu revisor continua dizendo que "os líderes de adoração de Bethel se superam seriamente com sua influência musical, seu pesado sintetizador e seus sábios arranjos de músicas. O álbum foi produzido por Gabriel Solomon Wilson e Daniel Mackenzie e lançado em 21 de abril de 2014.

### We Will Not Be Shaken
O álbum ao vivo de Bethel Music, We Will Not Be Shaken foi produzido por Bobby Strand e Chris Greely, e apresenta 11 músicas originais lideradas pelo Coletivo de Artistas da Bethel Music, incluindo Brian Johnson, Jenn Johnson, Hunter Thompson, Amanda Cook e Matt Stinton. Como artistas de estreia Kalley Heiligenthal, Hannah McClure, Paul McClure, Jonathan David Helser e Melissa Helser. A faixa-título foi inspirada em um momento espontâneo de adoração durante um culto dominical e destaca as promessas duradouras de Deus durante os momentos de dificuldade. O álbum foi lançado em 26 de janeiro de 2015.

### Have It All
Em 11 de março, Bethel Music lançou o álbum Have It All, gravado na Bethel Church. O álbum foi indicado ao prêmio de Melhor Álbum do Ano e Gravação de Música Gravada no GMA Dove Awards 2016.

### Starlight
Em outubro de 2016, os artistas da Bethel, Brian e Jenn Johnson, Amanda Cook, Steffany Gretzinger, Jonathan e Melissa Helser, Kalley Heiligenthal, Kristene DiMarco, Paul e Hannah McClure, e Josh Baldwin embarcaram em uma turnê de duas semanas para gravar um álbum ao vivo com a líder de louvor convidada Francesca Battistelli. Em 1 de março de 2017, foi anunciado que o álbum seria intitulado Starlight, com pré-encomendas começando em 17 de março e o lançamento oficial do álbum em 7 de abril.

### Victory
Em 25 de janeiro de 2019, a Bethel lançou o álbum Victory, gravado ao vivo na Bethel Church.

## Membros
São atualmente membros da Bethel Music:
- Bethany Whorle
- Brandon Lake
- Brian Johnson
- Cory Asbury
- Dante Bowe
- Emmy Rose
- Hannah McClure
- Hunter G.K. Thompson
- Jenn Johnson
- Jonathan David Helser
- Josh Baldwin
- Kalley Heiligenthal
- Kristene DiMarco
- Melissa Helser
- Paul McClure
- David Funk

## Discografia
- Undone (Brian & Jenn Johnson com Leah Märi) (2001)
- We Believe (Brian & Jenn Johnson) (2006)
- All I Have Needed (Leah Märi) (2010)
- Here Is Love (2010)
- Love Came Down - Live Acoustic Worship in the Studio (Brian Johnson) (2010)
- Be Lifted High (2011)
- Hope's Anthem (William Matthews) (2011)
- The Loft Sessions (2012)
- For the Sake of the World (2012)
- Gabriel Kansas (EP) (Hunter G.K. Thompson) (2013)
- Without Words (2013)
- Tides (2013)
- Discover Bethel Music (2013)
- Tides Live (2014)
- Swan Song (EP) (Hunter G.K. Thompson) (2014)
- The Undoing (Steffany Gretzinger) (2014)
- On the Shores – Rerelease (Jonathan David & Melissa Helser) (2014)
- You Make Me Brave (2014)
- We Will Not Be Shaken (2015)
- Without Words: Synesthesia (2015)
- Brave New World (Amanda Cook) (2015)
- Come Alive (Bethel Music Kids) (2015)
- Have It All (2016)
- Invisible (Leeland) (2016)
- Beautiful Surrender (Jonathan David & Melissa Helser) (2016)
- Christmas Party (EP) (Bethel Music Kids) (2016)
- After All These Years (Brian & Jenn Johnson) (2017)
- Starlight (2017)
- The War Is Over (Josh Baldwin) (2017)
- After All These Years (Instrumental) (Brian & Jenn Johnson) (2017)
- Where His Light Was (Kristene DiMarco) (2017)
- More (Jeremy Riddle) (2017)
- Reckless Love (Cory Asbury) (2018)
- Blackout (Steffany Gretzinger) (2018)
- Bright Ones (Bright Ones) (2018)
- Moments: Mighty Sound (2018)
- Wild (Sean Feucht) (2018)
- Victory (2019)
- Bethel Music en Español (2019)
- House On a Hill (Amanda Cook) (2019)
- The Way Home (Paul & Hannah McLure) (2019)
- Faultness (Kalley Heiligenthal) (2019)
- Without Words: Genesis (2019)